# Så vila i välsignelse
Så vila i välsignelse är en psalm från 1816 diktad av Johan Olof Wallin.
|  |
|  |

## Publicerad i
- 1819 års psalmbok som nummer 495 under rubriken "Med avseende på de yttersta tingen. Begravningspsalmer. Vid en värdig själaherdes begravning".[1]
- 1937 års psalmbok som nummer 585 under rubriken "Vid en trogen Herrens tjänares jordfästning".